# Parafia św. Kazimierza w Występie
Parafia świętego Kazimierza w Występie – parafia rzymskokatolicka, znajdująca się w diecezji kieleckiej, w dekanacie zagnańskim.